# Назарова, Ольга Владимировна
О́льга Влади́мировна Наза́рова (род. 1 июня 1965, Тула) — советская и российская легкоатлетка, двукратная олимпийская чемпионка в эстафете 4×400 метров. Заслуженный мастер спорта СССР (1988).

## Карьера
На Олимпиаде в Сеуле вместе с Татьяной Ледовской, Марией Пинигиной и Ольгой Брызгиной установила мировой рекорд в эстафете 4×400 метров — 3.15,17. Это достижение держится до сих пор.
В беге на 400 метров стала третьей, уступив Ольге Брызгиной и Петре Мюллер (ГДР).
В 1992 году в составе Объединённой команды с Еленой Рузиной, Людмилой Джигаловой и Ольгой Брызгиной второй раз выиграла эстафету 4×400 метров.
Также становилась победителем и серебряным призёром чемпионатов мира — в 1987 и 1991 году.
Живёт в Остине (штат Техас, США) вместе с мужем, бывшим легкоатлетом Александром Курочкиным, и тремя детьми. Тренирует детей в колледже.